# كريس ميلز
كريس ميلز (بالإنجليزية: Chris Mills)‏ مواليد 25 يناير 1970 في لوس أنجلوس، هو لاعب كرة سلة أمريكي سابق بدأ مسيرته الاحترافية في سنة 1993. تم اختياره من قبل فريق كليفلاند كافالييرز خلال الدرافت. يبلغ طوله 6 قدم 6 بوصة (2.0 م). اعتزل اللعب في 2003. أحرز خلال مسيرته في الإن بي إيه 6357 نقطة بمعدل 11.2 نقطة في المباراة الواحدة.

## المسيرة الاحترافية
لعب مع كليفلاند كافالييرز من سنة 1993 إلى 1997، ثم لعب مع نيويورك نيكس في موسم 1997–1998، ثم لعب مع غولدن ستايت ووريورز من سنة 1998 إلى 2003.

## روابط خارجية
- كريس ميلز على موقع إن بي أي (الإنجليزية)
- كريس ميلز على موقع سبورتس رفرنس (الإنجليزية)
- كريس ميلز على موقع كرة السلة الأوروبية.كوم (الإنجليزية)
- كريس ميلز على موقع كلية كرة السلة في سبورتس رفرنس.كوم (الإنجليزية)
- كريس ميلز على موقع ريلجم (الإنجليزية)
- كريس ميلز على موقع بروبوليرز (الإنجليزية)